# Beignet aux pommes
Un beignet aux pommes est un dessert traditionnel.

## Préparation
Les pommes sont coupées en morceaux, enrobés de pâte à beignets et frites dans l'huile. Le beignet est servi chaud avec du sucre en poudre. Il peut être flambé, par exemple au calvados.

## Variétés des beignets aux fruits
C'est une des variétés de beignets aux fruits. D'autres beignets comme ceux à la banane ou à l'ananas sont courants.

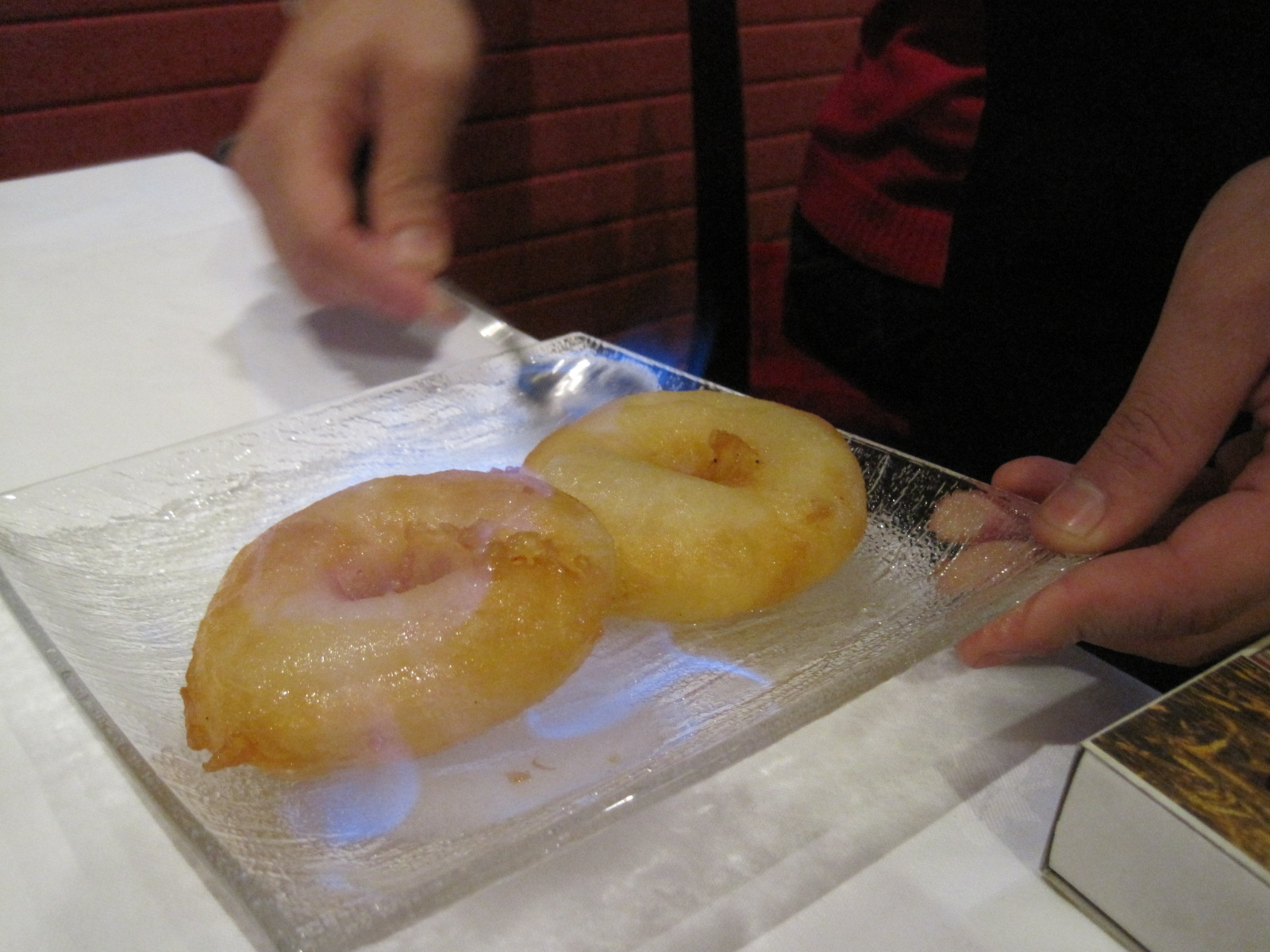
Beignets d'ananas flambés au rhum